# Крас, Колетт
Колетт Крас (фр. Colette Cras; 13 декабря 1908 — 9 марта 1953, Париж) — французская пианистка. Дочь композитора Жана Краса.
Окончила Парижскую консерваторию, ученица Лазара Леви. Первая исполнительница фортепианного концерта своего отца (6 февраля 1932 года, Оркестр Падлу под управлением Дезире Эмиля Энгельбрехта), впоследствии осуществила и его первую запись (1948).
В 1937 году вышла замуж за композитора Александра Тансмана. В 1940 г., с началом гитлеровской оккупации Франции, вместе с мужем, из-за его еврейского происхождения, бежала из Парижа в Ниццу, а затем в США, где супруги до 1946 г. жили в Лос-Анджелесе. Вернувшись во Францию, возобновила концертную деятельность — в частности, в 1947 г. совершила вместе с мужем турне по Бельгии и Нидерландам, исполняя его сочинения, — в том числе исполнив премьеру Партиты № 2 для фортепиано с оркестром (с Симфоническим оркестром Бельгийского радио, дирижёр Франц Андре). Тансман посвятил жене ораторию «Пророк Исайя» (1950); по его воспоминаниям, жена была его лучшим критиком — и единственным, к чьему мнению он прислушивался (кроме того, Тансман вспоминал, что игра Колетт очень нравилась Игорю Стравинскому).
Умерла от рака.